# Greatest Video Hits 2
Greatest Video Hits 2 is het vervolg op de dvd Greatest Video Hits 1 van Queen. De dvd werd uitgebracht in november 2003. In de eerste week kwam de dvd op nummer 1 in het Verenigd Koninkrijk, en ook in Ierland kwam de dvd op nummer 1 te staan. Datzelfde jaar bereikte de dvd de tweede plaats in Spanje en de vierde plaats in Italië. De dvd zou tweemaal platina worden in het Verenigd Koninkrijk, eenmaal platina in Frankrijk en Australië, en goud in onder andere Duitsland, Spanje en Polen.

## Nummers
DVD 1
1. A Kind of Magic
2. I Want It All
3. Radio Ga Ga
4. I Want to Break Free
5. Breakthru
6. Under Pressure
7. Scandal
8. Who Wants to Live Forever
9. The Miracle
10. It's a Hard Life
11. The Invisible Man
12. Las Palabras de Amor
13. Friends Will Be Friends
14. Body Language
15. Hammer to Fall
16. Princes of the Universe
17. One Vision

DVD 2
1. Back Chat
2. Calling All Girls
3. Staying Power (Live)

Extra's
- Verscheidene interviews met de bandleden tijdens de opnamen van A Kind of Magic, The Works en The Miracle
- 'Extended Vision'-video
- Montreux Golden Rose Pop Festival
- Documentaire over One Vision
- Documentaire over de totstandkoming van The Miracle
- Bonusvideo: Who Wants to Live Forever for the Bone Marrow Donor Appeal